# Margrit Imlau
Margrit Imlau (* 11. November 1942 in Berlin) ist eine deutsche Schlagersängerin.

## Leben
Margrit Imlau wurde am 11. November 1942 in Berlin geboren. Nach dem Krieg zog die Familie in die Nähe von Köln. Ihr Vater Herbert Imlau war Leiter verschiedener Gesangsgruppen wie dem Comedien-Quartett und dem Musikanten-Quartett, so dass Margrit Imlau bereits früh mit dem Musikgeschäft in Berührung kam.
Zunächst sang sie in einer Amateurband und als Background-Sängerin unter anderem bei Peter Alexander. 1959 bekam sie ihren ersten Plattenvertrag und stand bereits im gleichen Jahr mit Peter Alexander im Film Salem Aleikum vor der Kamera. Mit Titeln wie No, no, na, na, mh, mh… und Damit ich dir imponier’ erlangte sie schnell Bekanntheit. Sie arbeitete mit dem erfolgreichen Produzenten und Texter Kurt Feltz zusammen. Im Duett mit Peter Alexander sang Margrit die erfolgreichen Titel Mille mille baci, Ein kleines Haus am blauen See und Sing, Jonny, sing. 1962 sang sie, wieder mit Peter Alexander, in der Operette Die Blume von Hawaii von Paul Abraham.
Mitte der 1960er-Jahre zog sich Margrit Imlau aus der Musik zurück und beendete ihre Gesangskarriere.

## Erfolgreiche Titel
- 1959: No, no, na, na, mh, mh…
- 1959: Damit ich dir imponier’
- 1959: Schon bei der ersten Gelegenheit
- 1959: Frohes Weekend
- 1959: Bongo Boy
- 1959: Na-na-politanische Liebeslieder im Mondschein (O Tambourina)
- 1959: Ein kleines Haus am blauen See (mit Peter Alexander)
- 1960: Mille mille baci (mit Peter Alexander)
- 1960: Sing, Jonny, sing (mit Peter Alexander)
- 1960: Angelika
- 1960: Ganz klein bißchen
- 1960: Pedro-Cha-Cha (Fiesta Cubana)
- 1961: Schwiegermama
- 1961: Schwarzer Peter
- 1961: Sieben Briefe

(Quelle: )

## Tonträger
Alben:
- 2002: Margrit Imlau – Damit Ich Dir Imponier (Bear Family Records)
- 2021: Schlager-Raritäten: Margrit Imlau – No, no, na, na, mh, mh… (Musictales / Spectre Media)[2]